# Sinningia amambayensis
Sinningia amambayensis är en tvåhjärtbladig växtart som beskrevs av Chautems. Sinningia amambayensis ingår i släktet Sinningia och familjen Gesneriaceae. Inga underarter finns listade i Catalogue of Life.